# Marmanhac
Marmanhac – miejscowość i gmina we Francji, w regionie Owernia-Rodan-Alpy, w departamencie Cantal.
Według danych na rok 1990 gminę zamieszkiwało 749 osób, a gęstość zaludnienia wynosiła 31 osób/km² (wśród 1310 gmin Owernii Marmanhac plasuje się na 297. miejscu pod względem liczby ludności, natomiast pod względem powierzchni na miejscu 334.).